# Tropische Regenwälder von Sumatra
Koordinaten: 2° 30′ 0″ S, 101° 30′ 0″ O
Tropische Regenwälder von Sumatra ist der Name einer Stätte, welche 2004 von der UNESCO in die Weltnaturerbeliste aufgenommen wurde. Die Stätte besteht aus drei indonesischen Nationalparks auf der Insel Sumatra: Gunung Leuser, Kerinci-Seblat und Barisan Selatan. Sie erfüllte drei von vier Kriterien zur Aufnahme in die Weltnaturerbeliste: hervorragende landschaftliche Schönheit (vii), ein hervorragendes Beispiel für ökologische und biologische Prozesse (ix) und bedeutsame natürliche Habitate für den Artenschutz (x). Seit 2011 ist die Welterbestätte auch auf der Roten Liste des gefährdeten Welterbes der UNESCO verzeichnet, weil die tropischen Regenwälder durch Ausbreitung der Landwirtschaft, durch Straßenbau und die mangelhafte Durchsetzung von Schutzgesetzen bedroht sind.

## Bedeutung
Die Tropischen Regenwälder von Sumatra wurden ausgezeichnet, weil sie, erstens, ein bedeutsames Waldgebiet auf Sumatra darstellen, das sowohl aus Tiefland- als auch aus Bergwäldern besteht. Innerhalb von 50 Jahren ist der einst ausgedehnte tropische Regenwald auf der Insel in abgelegene Gegenden zurückgedrängt worden.
Zweitens liegen alle Nationalparks, welche die Welterbestätte bilden, auf dem Hauptrücken des Barisangebirges. Von diesem Gebirge, das als die „Anden Sumatras“ bezeichnet wird, herrscht eine gute Fernsicht. Die Berge in jedem Park stellen eine mächtige Bergkulisse für das Tiefland Sumatras dar.
Schließlich weisen alle drei Nationalparks ein sehr reichhaltiges Habitat und eine breite Biodiversität auf. Zusammen bilden die drei Parks die Hälfte der Pflanzenvielfalt auf der Insel Sumatra. Mindestens 92 lokale Pflanzenarten wurden im Gunung-Leuser-Nationalpark klassifiziert.

## Lage und Klima
Die Gesamtfläche des geschützten Regenwaldes beträgt 25.000 km². Die drei Nationalparks haben folgende Ausdehnung:
- Nationalpark Gunung Leuser: 8.629,75 km²
- Nationalpark Kerinci-Seblat: 13.753,5 km²
- Nationalpark Barisan Selatan: 3.568 km²

Der Gunung-Leuser-Nationalpark im Norden der Insel ist 150 km lang, über 100 km breit und ist überwiegend gebirgig. 40 % der Parkfläche ist schroff und auf einer Höhe über 1500 m gelegen. Nur 12 % des Parks, in dessen südlicher Hälfte, liegt unter 600 Metern und erstreckt sich auf 25 km entlang der Küste. Elf Berggipfel sind über 2700 m hoch. Der höchste Punkt ist der 3466 Meter hohe Gunung Leuser. Das Gebiet rund um den Gunung Leuser wird als Leuser-Ökosystem bezeichnet.
Der Kerinci-Seblat-Nationalpark in der Inselmitte erstreckt sich über 350 km dem Barisangebirge entlang. Er ist durchschnittlich 45 km breit und liegt auf einer Durchschnittshöhe von 2000 m. In der nördlichen Hälfte erstreckt sich im Osten eine tiefergelegene Gebirgskette, die zwischen 800 und 1500 m hoch ist. Drei Viertel der Parkfläche sind schroff. Der höchste Punkt ist der Kerinci, mit 3805 Metern der höchste Vulkan Indonesiens.
Der Barisan-Selatan-Nationalpark ist auch 350 km lang, aber durchschnittlich nur 45 km breit. Die nördlichsten zwei Drittel sind felsig und durchschnittlich 1500 m hoch. Die südliche Hälfte liegt tiefer. 90 km davon sind ein Kap und der Park grenzt an der Hälfte seiner Länge an das Meer. Viele Flüsse entspringen im Park und es gibt viele Seen und heiße Quellen.
Die Bergregionen weisen ganzjährig wenig wechselhafte und hohe Temperaturen auf sowie eine hohe Luftfeuchtigkeit und starken Regenfall während neun Monaten in feuchteren Gebieten und während sieben Monaten in trockeneren Gebieten. Dieses Klima hat eine hohe Speziation (Bildung neuer Arten) und Artenvielfalt begünstigt. Der Gunung-Leuser-Park erhält 3000 mm Regenwasser jährlich, im Norden, und sammelt 4657 mm im südlichen Tiefland. Die Durchschnittstemperaturen betragen zwischen 21 und 28 °C. Die Luftfeuchtigkeit liegt immer über 60 %, besonders in Lagen über 1700 m. Im Kerinci-Seblat-Park fallen durchschnittlich 2990 mm Regen. Die Temperaturen reichen von 16 bis 28 °C und die Luftfeuchtigkeit ist immer hoch (77–90 %). Im Barisan-Selatan-Park ist der felsige Westen besonders in der Monsunzeit von November bis Mai feucht. Die Regenmenge beträgt 3000–4000 mm. Der Osten ist trockener, mit 2500–3000 mm Regen und einer Temperatur zwischen 20 und 28 °C.

## Flora und Fauna

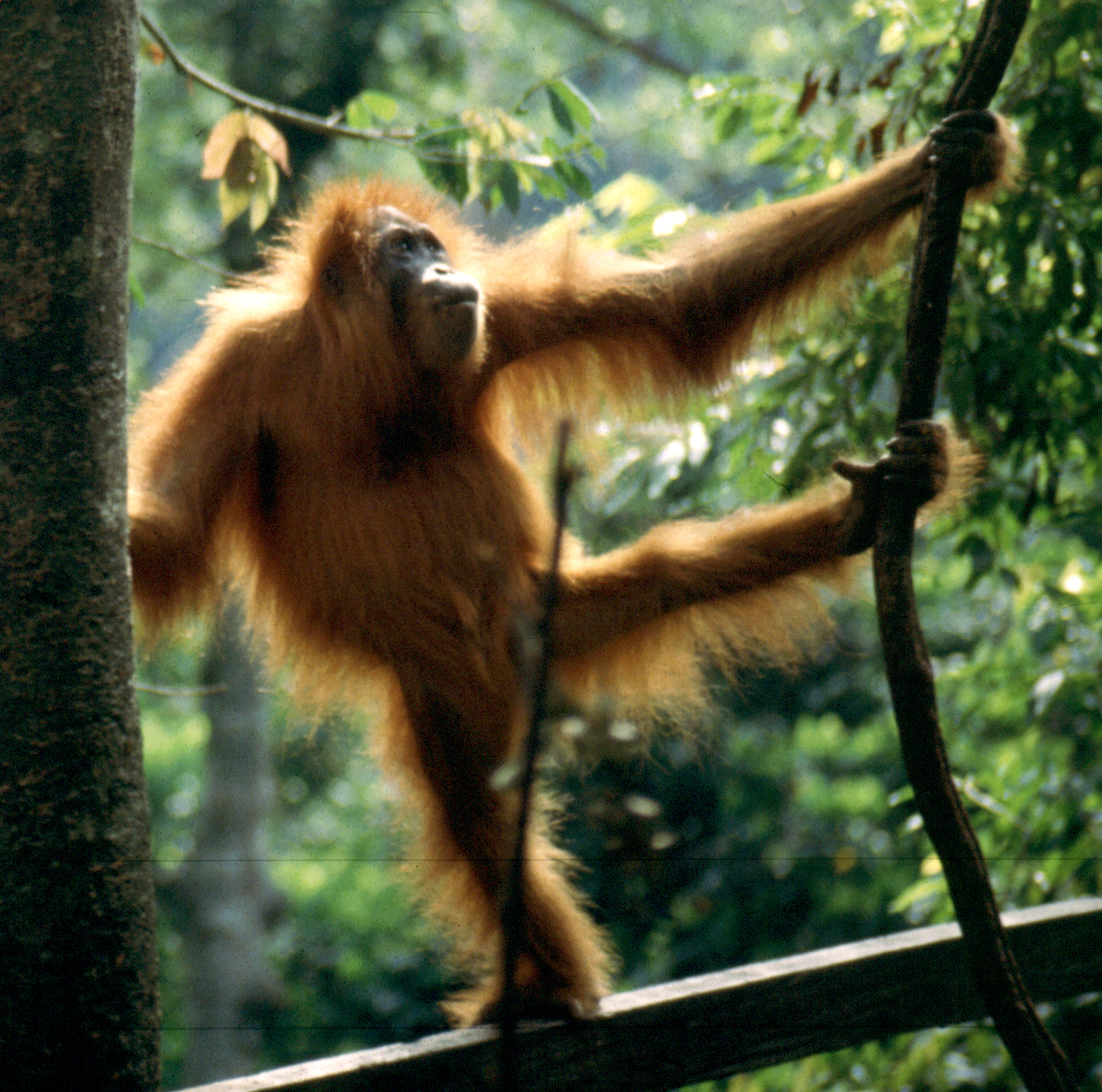
Orang-Utan

Der Gunung-Leuser-Nationalpark gehört zu den 18 indonesischen Regionen, welche der WWF als Teil der 200 wichtigsten Ökoregionen zum Schutz der weltweiten Biodiversität klassifiziert hat. 174 Säugetierarten kommen im Park vor, drei davon endemisch und 21 gefährdet. Über die kleineren Säugetiere ist wenig bekannt. 380 Vogelarten werden gezählt, 13 davon endemisch und 52 gefährdet. Einige der wichtigsten Säugetierarten: der Sumatra-Orang-Utan, das Sumatra-Nashorn und der Südliche Schweinsaffe. Zu den wichtigsten Vogelarten zählen der Sumatra-Blauschnäpper und die Weißflügelente. Wichtige Pflanzenarten sind Rafflesia arnoldii und Amorphophallus titanum.
Im Kerinci-Seblat-Nationalpark kommen 85 Säugetierarten vor, fünf davon sind endemisch und 23 auf der Liste der bedrohten Arten. 370 Vogelarten leben dort, 13 davon sind endemisch und 58 gefährdet. Einige bedeutende Säugetierarten leben dort: der Sunda-Nebelparder, der Schabrackentapir und das Sumatra-Nashorn. Die Population des Sumatra-Tigers im Kerinci-Seblat-Nationalpark ist die höchste, was ihn zu einem der 12 weltweit wichtigsten Tiger-Schutzgebiete macht. Seltene Vogelarten: die Weißflügelente und der Sumatra-Laufkuckuck. Wichtige Pflanzenarten: Hopea beccariana und Shorea ovalis subsp. seicea.
Der Barisan-Selatan-Nationalpark zählt 98 Säugetierarten, eine davon ist eine endemisch und 25 gefährdet. 379 Vogelarten sind gelistet, sieben davon sind endemisch und 58 gefährdet. 59 Reptilien- und Amphibienarten wurden gezählt. Es kommen dieselben Vogelarten wie im Kerinci-Seblat-Nationalpark vor. Unter den Säugetieren finden sich der Sumatra-Elefant, unter den Reptilien die Lederschildkröte.